# ジエチル亜鉛
ジエチル亜鉛（ジエチルあえん、英: diethylzinc）は化学式(C2H5)2Znで表される有機亜鉛化合物。亜鉛にエチル基が2つ付いた構造で、自然発火性がある。

## 合成
1848年に、イギリスの科学者エドワード・フランクランドが世界初の有機亜鉛化合物として、亜鉛とヨウ化エチルからの合成に成功した。その後彼はジエチル水銀を出発点とした合成法に改良した。現代では、ヨウ化エチルと臭化エチルを1:1で混合したものと亜鉛–銅カップルの反応により製造される。

## 反応
ジエチル亜鉛は有機合成化学において、カルボニル基の付加反応の際のC2H5シントンとして用いられる。例えばベンズアルデヒドやイミンへの不斉付加反応などがあり、グリニャール試薬が発見されるまでは求核剤として使用された。ジヨードメタンを作用させるとシモンズ・スミス試薬を生成する。

## 構造
ジエチル亜鉛は空間群対称性I41mdの正方晶系体心正方単位胞で結晶化する。固相では、ジエチル亜鉛はほぼ直線状のZn中心を示す。Zn-C結合の長さは194.8(5) pm、C-Zn-C角度は176.2(4)° とわずかに曲がっている。気相での構造は非常に似たZn-C距離 (195.0(2) pm) を示す。

## 用途
空気に触れると自然発火することから、ロケットの燃料点火剤として使用され、点火プラグを不要とした。アメリカ議会図書館では、本を真空中でジエチル亜鉛蒸気に曝すことにより酸性紙の劣化防止の試みがなされたが、安全性や、本に不快臭が残るなどの理由により実用化には至らなかった。

## 安全性
水との接触により爆発的に反応し、メタン等の可燃性炭化水素や金属の水素化物を生じることから日本の消防法では危険物第3類に分類される。空気に触れると自然発火するが不活性気体中では安定しており、市販のものはヘキサンやヘプタン、トルエンなどの溶液で販売されている。衝撃に対しても安定している。